# Avenida Jiménez
La Avenida Jiménez es una importante vía que recorre el centro histórico de Bogotá. Trazada sobre el río San Francisco, en ella se establece en la actualidad el Eje Ambiental de la ciudad.
Se extiende a lo largo de 2,1 km a partir de la estación de teleférico a Monserrate,  tomando el nacimiento del eje ambiental en la Carrera 1.ª, bajando por la Iglesia de Las Aguas a la Carrera 3.ª, en donde se encuentra la estación de TransMilenio de Las Aguas - Centro Colombo Americano, cruzando el centro de la ciudad hacia el occidente, hasta la Avenida Caracas, donde se convierte en la Avenida Centenario, un sector anteriormente conocido como Alameda Nueva (principios del siglo XX).
Actualmente también establece el límite entre las localidades de La Candelaria y Santa Fe.

## Historia
Durante los primeros años de su fundación, la ciudad de Bogotá estableció como su límite norte el río Vicachá, denominación indígena chibcha que significa "El resplandor de la noche", que luego se llamó San Francisco por el establecimiento del convento de los franciscanos y la Iglesia de San Francisco en su orilla derecha sobre el "Camino de la Sal" en el año de 1550.
Actualmente la Iglesia de San Francisco es la iglesia más antigua de Bogotá. Durante los siglos XVIII y XIX la ronda del río era el límite entre las parroquias de San Pedro, Nuestra Señora de Las Nieves y San Victorino.

### Puentes
En 1551 se construyó el primer puente sobre el río San Francisco, conocido como el puente de San Miguel, el cual comunicaba la Iglesia de San Francisco con el resto de la ciudad; este puente era una construcción en madera que fue elaborado durante el gobierno del oidor Juan de Montaño, infortunadamente al cabo de unos pocos años sería destruido por el cauce del río, por lo cual en 1602 se levantó un nuevo puente en piedra.
A medida que la ciudad iba creciendo, nuevos puentes  fueron construyendo sobre él:
- Puente de San Victorino, 1791: calle 12.
- Puente de Las Aguas o de Boyacá, 1905: calle 19 con carrera 3.
- Puente de Gutiérrez, 1846: carrera 6.
- Puente de Cundinamarca, 1858: carrera 8.
- Puente de los Micos 1858: calle 13.
- Puente de Colón, 1870: calle 18 con carrera 3.
- Puente de los Mártires, 1873: calle 10 con carrera 12.
- Puente colgante de Santander, 1879: carrera 4.
- Puente de Acevedo Gómez, 1882: carrera 12d con calle 11.
- Puente Núñez, 1886: calle 9 con carrera 12.
- Puente del Libertador, 1890: carrera 1 con calle 21.
- Puente Holguín, 1890: Paseo Agua Nueva (actual estación del teleférico a Monserrate).
- Puente Uribe, 1892: carrera 13.
- Puente Arrubla, sin fecha: calle 8 con carrera 12.
- Puente Caldas, sin fecha: calle 7 con carrera 12.
- Puente Filadelfia, sin fecha: carrera 10.
- Puente Nuevo (Baraya), sin fecha: carrera 9.

### Edificios
El río San Francisco era uno de los más caudalosos de la sabana de Bogotá, abastecía de agua a toda la ciudad y constituía una importantes fuente de desarrollo.  En él se establecía el acueducto municipal y funcionaban los principales molinos de trigo: 

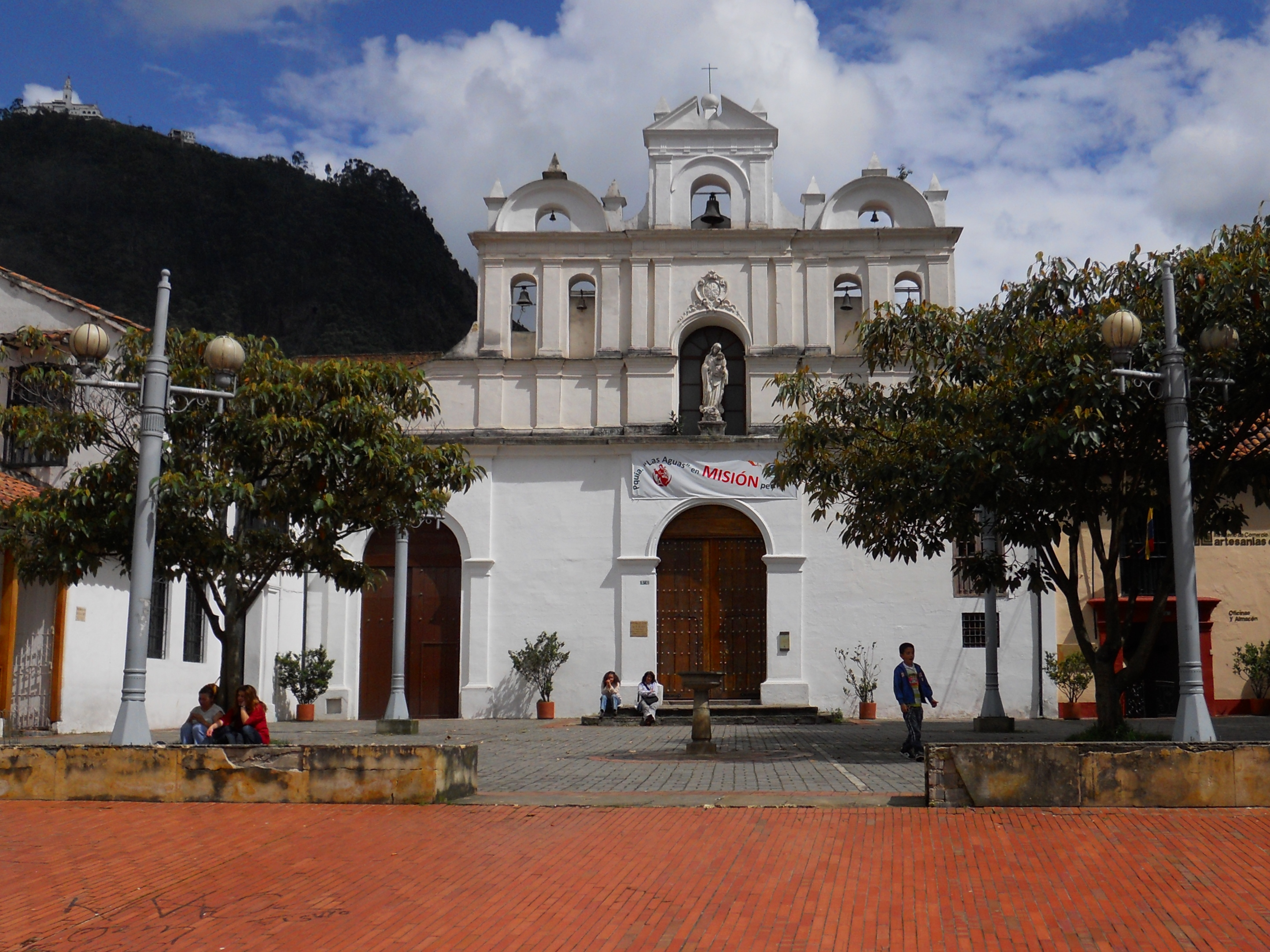
Iglesia de Nuestra Señora de Las Aguas, construida en 1665.

El Molino del Cubo, se instaló en 1767 y era Propiedad de la Compañía de Jesús. El Molinos de Ponce y de Almanza, de 1823, estaba ubicado en la acequia del río. Y el molinos de Isidoro Vásquez, de 1834, que era propiedad de José Antonio Mendoza
En la calle 13 se establecieron diversos edificios públicos, la Administración de tabaco, siglo XVIII, el Colegio de San Buenaventura en 1719, el Batallón de Voluntarios de Guardias Nacionales, en 1809, el Batallón de Húsares, en 1825, la Cárcel de detenidos, en 1861, el Primer palacio de gobierno del departamento, en 1861, y la Oficina de correos y teléfonos, en 1888.

En 1884 se ordena la construcción del pasaje comercial Rufino Cuervo entre las carreras 7.ª y 8.ª, para el cual se canalizó el tramo comprendidods entre los puentes de San Miguel y Cundinamarca.

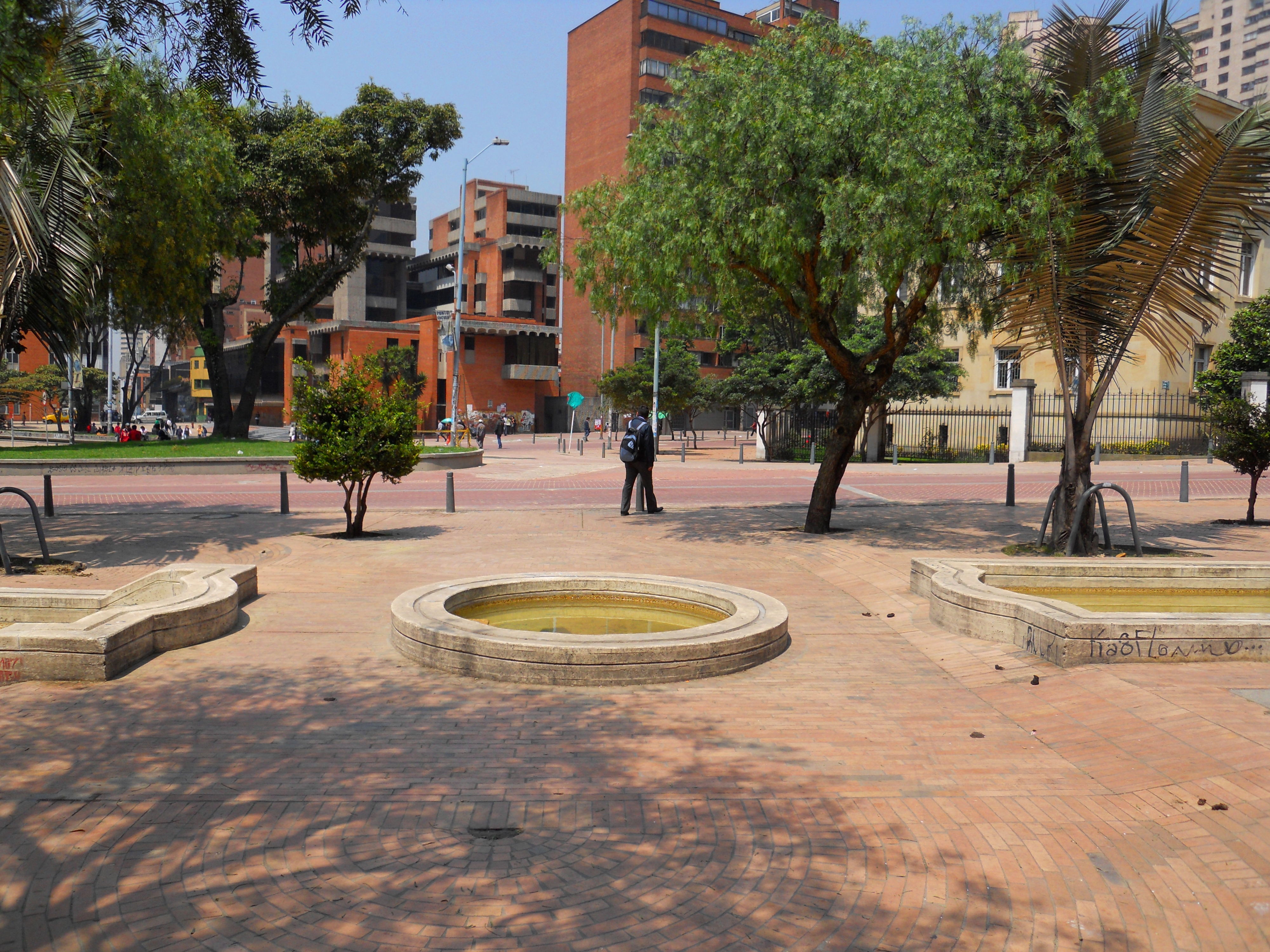
Fuentes del Eje Ambiental.

La ordenanza 10 de 1917 estableció que la Gobernación de Cundinamarca debería ceder al municipio de Bogotá el espacio necesario para la ampliación de la calle 15 hacia el sur, anexo al antiguo claustro de San Francisco. En este proyecto participarían los arquitectos Gastón Lelarge, Arturo Jaramillo Concha y Alberto Manrique Martín y en él se contemplaba inicialmente la demolición de la iglesia de San Francisco. El acuerdo 31 de 1917 del concejo de Bogotá otorgó el nombre de Gonzalo Jiménez de Quesada a la calle del río San Francisco en honor al fundador de la ciudad, y el acuerdo 26 del 2 de julio de 1937 ordena erigir un monumento en honor a Jiménez de Quesada en la misma Avenida y trasladar los restos del fundador de la ciudad a la Catedral Basílica Metropolitana de Bogotá y Primada de Colombia con motivo de la celebración del IV centenario de Bogotá. sa  

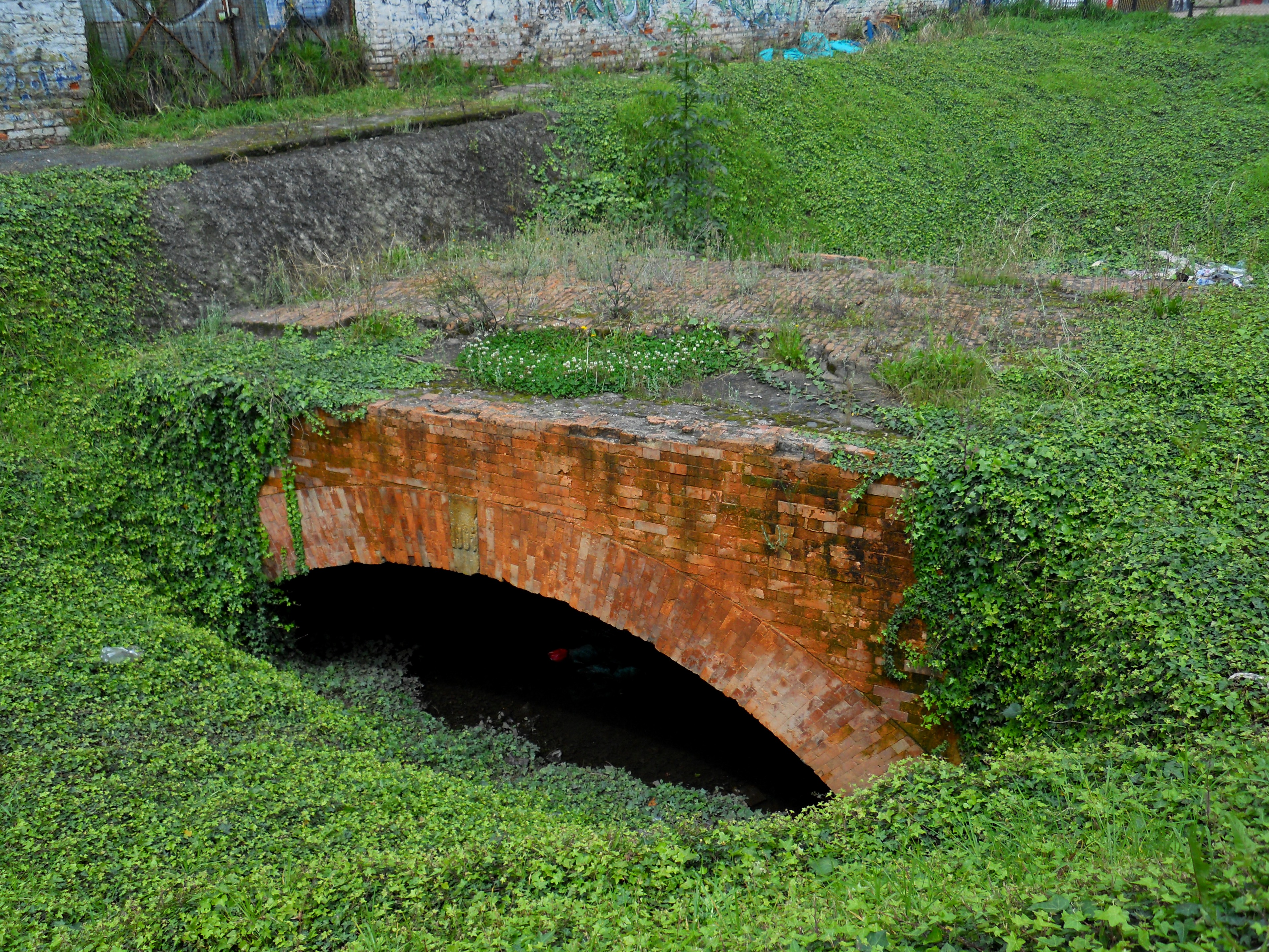
Puente de Las Aguas o de Boyacá sobre el antiguo cauce del río San Francisco.

En 1933 se terminó de construir el palacio de San Francisco en donde funcionó la Gobernación des Cundinamarca, y hoy funciona una sede de la Universidad del Rosario. En su fachada tenía una estatua de José Vicente Concha elaborada por el artista Gustavo Arcila Uribe en 1935.
En 1926 se construye el edificio Cubillos (sede actual del Banco Unión), ubicado en la esquina sur occidental de la carrera 8.ª. Este edificio de 8 pisos diseñado por Manrique Martín fue el más alto de la ciudad hasta inicios de la década de 1950. Habitualmente personas de diferentes puntos de la ciudad se dirigían a contemplarlo.

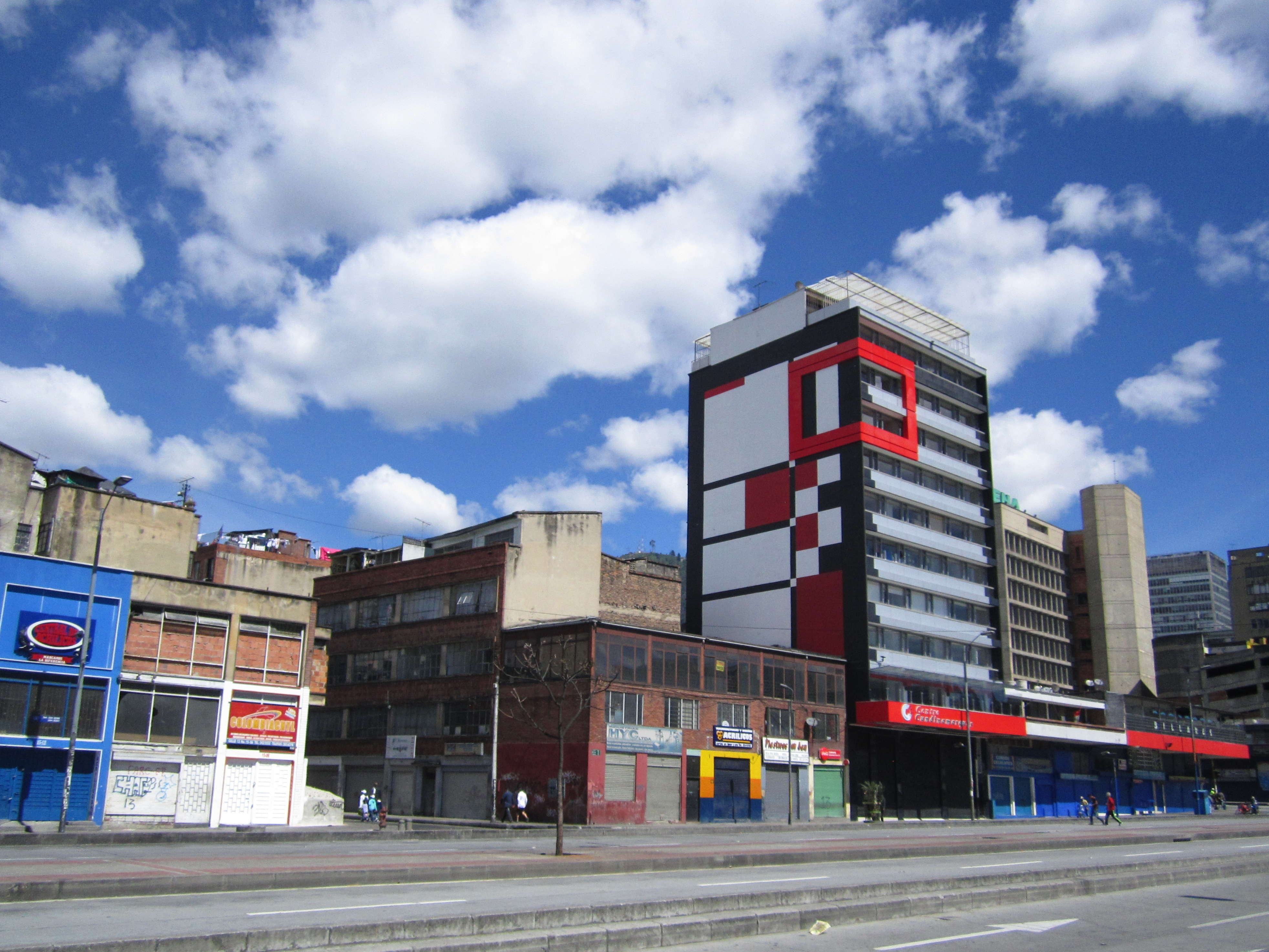
La avenida Jiménez entre la avenida Caracas y la carrera Quince.

### Canalización
Durante la década de 1930 se decide canalizar el río San Francisco y se amplía la avenida.
Por esta importante vía circulaban vehículos de toda índole, pero desde el año 2002 únicamente circula el sistema TransMilenio, con el servicio de sus estaciones de Las Aguas - Centro Colombo Americano, Museo del Oro y Avenida Jiménez en 2004.

## Localización y lugares de interés

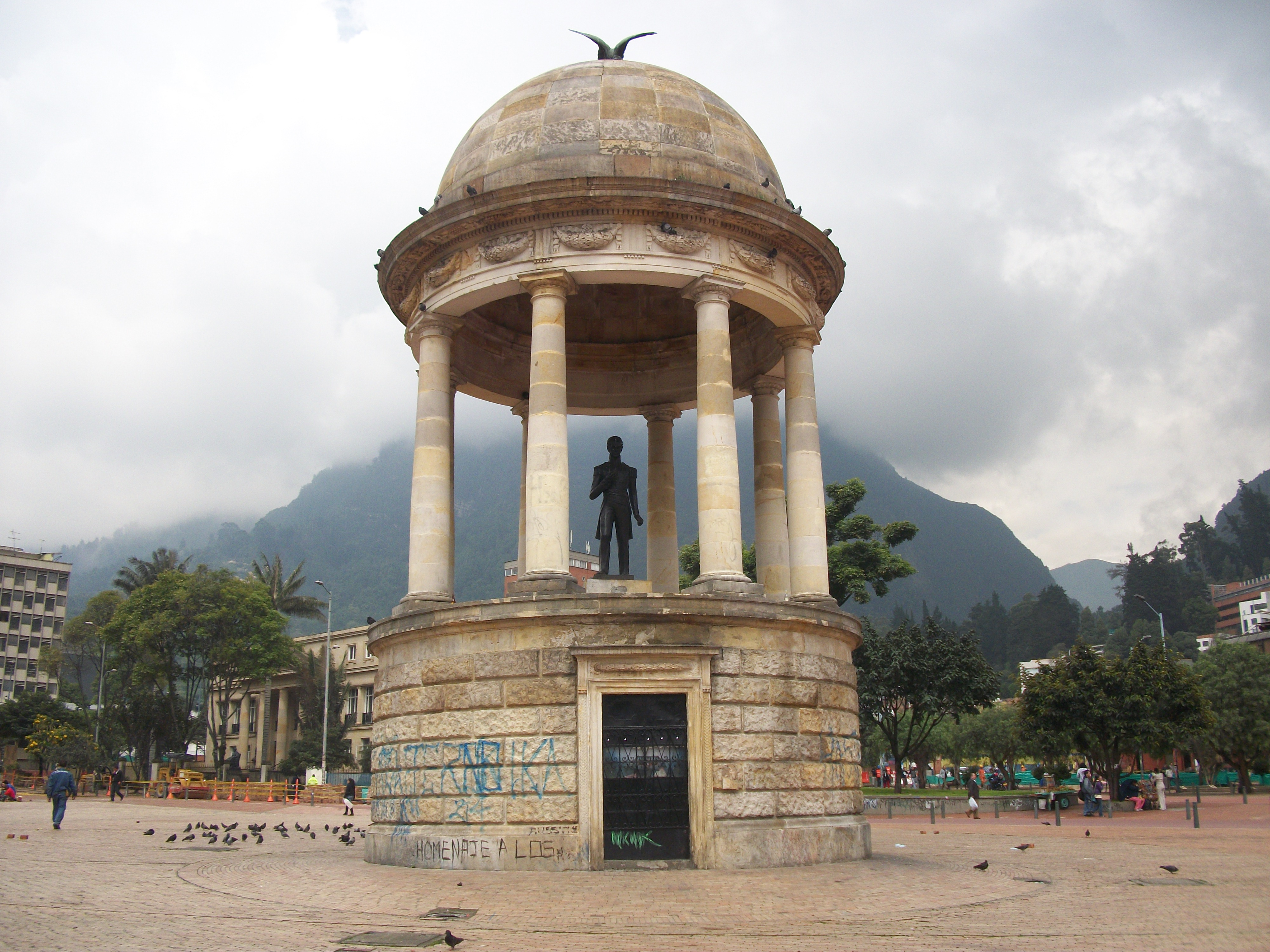
El parque de los Periodistas con el Templete del Libertador, diseñado por Pietro Cantini en 1883.

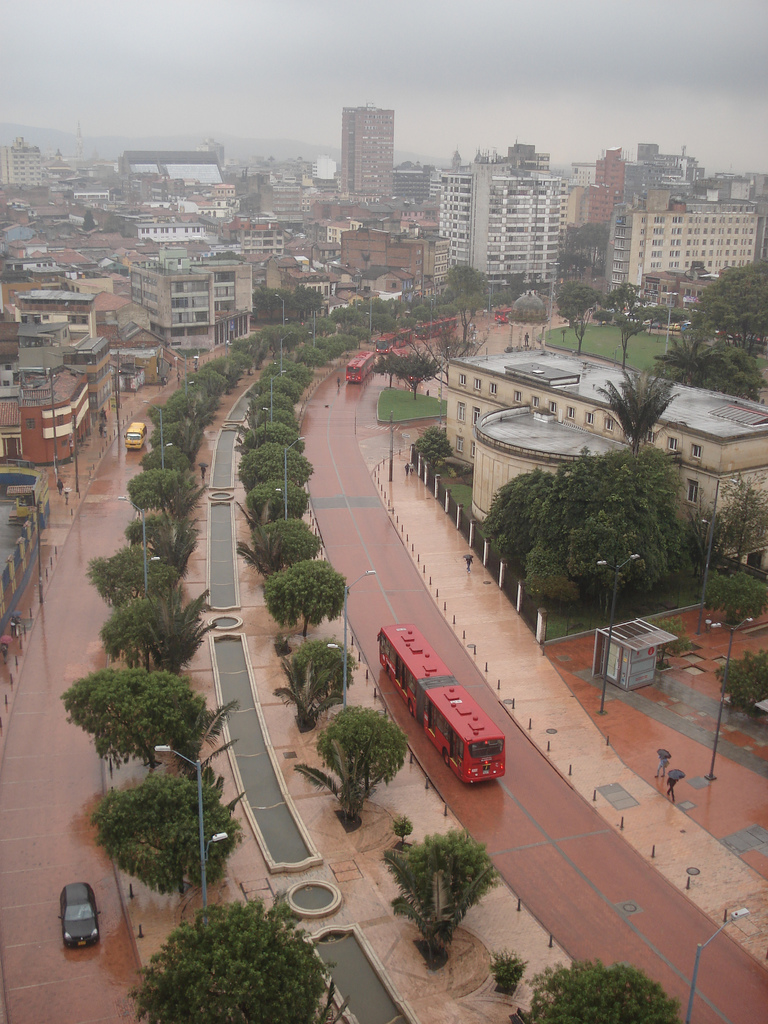
Perspectiva del Eje Ambiental.

Recorriendo la Avenida Jiménez de oriente a occidente se pueden encontrar los siguientes lugares de interés de acuerdo a la numeración en el mapa:
1. Quinta de Bolívar, 1800: Casa habitada por el Libertador Simón Bolívar durante diversos períodos de su vida en la ciudad de Santa Fe. Actualmente es un museo (La Candelaria).
2. Busto de José María Espinosa, abanderado de Nariño.
3. Universidad Externado de Colombia
4. Universidad de los Andes
5. Puente de Boyacá (Las Aguas), 1905.
6. Convento de Iglesia de Nuestra Señora de las Aguas, 1644: El convento diseñado por el presbítero Juan de Cortina Valero para la Congregación del Oratorio, posteriormente es cedida a la Orden Dominicana en 1665 cuando se construye la iglesia actual por Alonso de Zamora, permanece bajo su administración hasta 1802 cuando se convierte en forma provisional en hospital por la epidemia de viruela y actualmente es sede de Artesanías de Colombia. En su frente se encuentra una estatua del escritor peruano Ricardo Palma (La Candelaria).
7. Estatua de Policarpa Salavarrieta: La estatua original en cemento fue obra del escultor Dionisio Cortés para la celebración del centenario de la Independencia de Colombia en 1910; la estatua actual fundida en bronce fue obra del escultor peruano Gerardo Benítez e inaugurada el 27 de julio de 1968 (La Candelaria).
8. Edificio de la Academia Colombiana de la Lengua, 1955 (La Candelaria).
9. Estación TransMilenio de Las Aguas - Centro Colombo Americano (La Candelaria).
10. Parque de los Periodistas: En él se destacan el Templete del Libertador diseñado por Pietro Cantini en 1883 y estatua de Simón Bolívar obra de Gerardo Benítez en 1973 (La Candelaria).
11. El edificio Monserrate, la antigua sede del periódico El Espectador.
12. Plazoleta de la Universidad del Rosario: Ubicada en el costado sur de la avenida frente a las instalaciones de la Universidad del Rosario, posee una estatua de Gonzalo Jiménez de Quesada (La Candelaria).
13. Edificio del Banco de la República, 1958: Diseñado por Alfredo Rodríguez Orgaz, en su fachada principal tiene unos relieves elaborados por el italiano Vico Consorti.
14. Edificio de El Tiempo, 1958: Inmueble del diario El Tiempo diseñado por el arquitecto italiano Bruno Violi, en la actualidad es sede del canal de televisión local City TV.
15. Estación TransMilenio de Museo del Oro
16. Iglesia de San Francisco, 1550-1557: Es la iglesia más antigua que se conserva en la ciudad, propiedad de los hermanos de la orden Franciscana.
17. Palacio de San Francisco, 1917-1933: Edificio diseñado por los arquitectos Gastón Lelarge y Arturo Jaramillo Concha, fue la sede de la Gobernación de Cundinamarca hasta 1996.
18. Edificio Henry Faux (1945): Diseñado por el arquitecto y urbanista español Santiago Esteban de la Mora, es considerado icono del inicio del modernismo arquitectónico del siglo XX en Bogotá. Cerca a su fachada norte sobre la carrera 7.ª, el 9 de abril de 1948, fue herido de muerte el caudillo liberal Jorge Eliecer Gaitán, dando origen al tristemente célebre episodio de la historia colombiana conocido como el Bogotazo.
19. Edificio Pedro A. López, 1919-1924: Diseñado por Robert Farrington y construido por Fred T. y Harold Ley. Fue sede del banco Pedro A. López, actualmente alberga las oficinas del Ministerio de Agricultura.
20. Edificio Cubillos, 1926: Diseñado por Alberto Manrique Martín y construido por Echeverri Hermanos y cía. ltda., fue uno de los primeros edificios construidos en hormigón armado en la ciudad, con sus ocho pisos en el momento de su construcción fue el edificio más alto de Bogotá.[9] Actualmente es la sede del Banco Unión.
21. Edificio Suramericana de Seguros, inaugurado en 1953.
22. Edificio Caja Colombiana de Ahorros (Banco Agrario de Colombia), 1945-1948.
23. Edificio del Ministerio del Interior.
24. Plazoleta de San Victorino.
25. Estación de TransMilenio Avenida Jiménez.

## Eje Ambiental

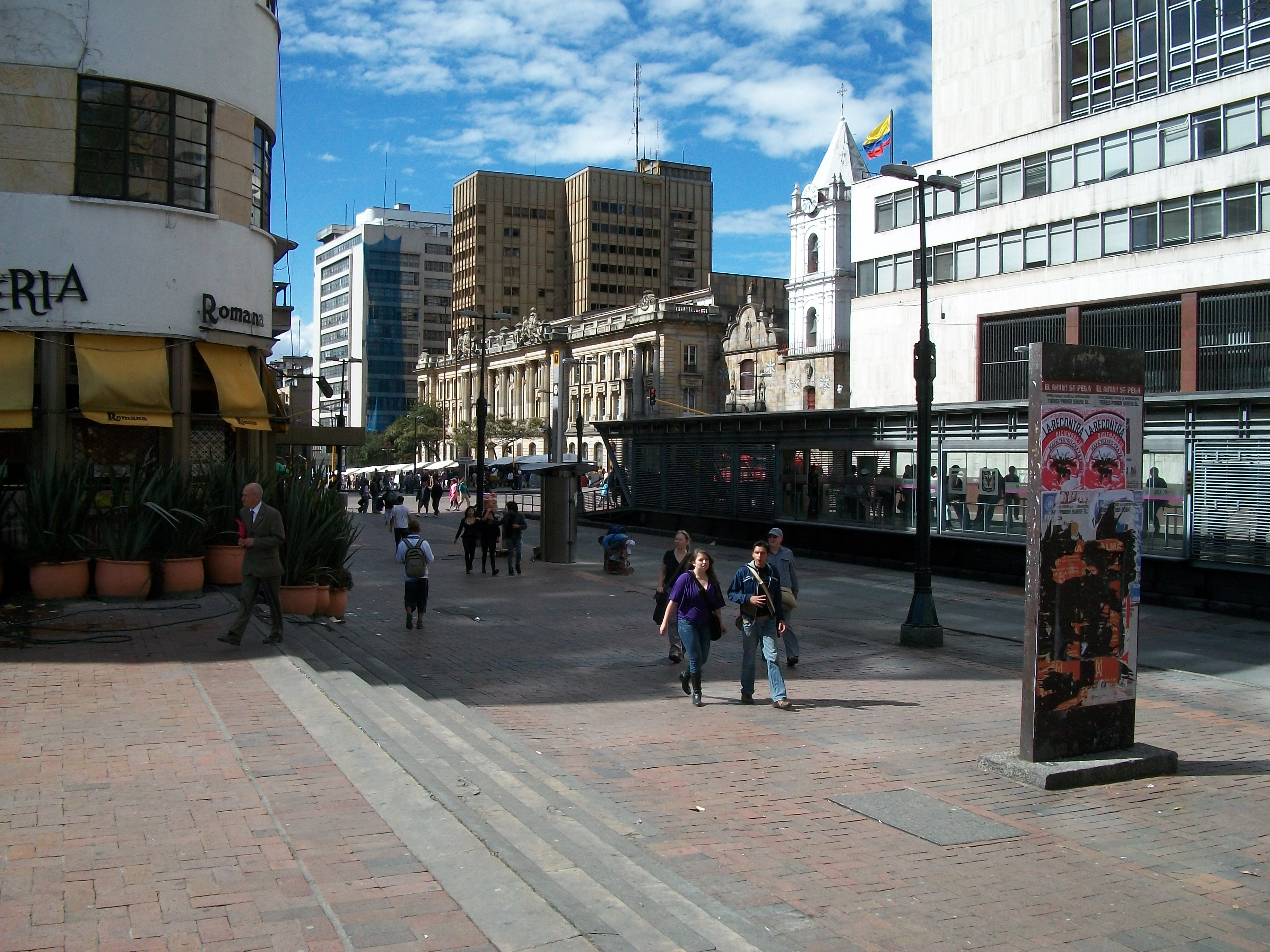
Estación de TransMilenio del Museo del Oro.

En 1997 se emprende uno de los proyectos más ambiciosos de recuperación del espacio público en el centro de Bogotá. El eje ambiental más que un proyecto era una empresa que demandaría grandes esfuerzos para la ciudad.
Los arquitectos Rogelio Salmona y Luis Kopec fueron los diseñadores del proyecto que finalmente fue aprobado en 1999 durante la alcaldía de Enrique Peñalosa y su construcción se prolongó hasta el 2001.
En este proyecto básicamente se constituyó la avenida Jiménez como un gran sendero peatonal de ladrillo acompañado por el canal del río San Francisco y arborizado con especies de flora nativa como la palma de cera y pimientos muelles.
En el año 2002 se estableció una línea del sistema de transporte TransMilenio que recorre el Eje Ambiental hasta la carrera Tercera. Cabe resaltar que por la construcción realizada en ladrillo, con el paso de los buses articulados, la vía presenta daños constantes.

## Transporte público

### Troncal Eje Ambiental de TransMilenio
Es un corredor de buses tipo BRT con 3 estaciones entre las intersecciones de la Avenida Caracas y la Avenida El Dorado. Su ícono en el SITP es un cuadrado rosa con la letra J. El corredor inicial se inauguró el 8 de noviembre de 2003 y se extendió el 27 de abril de 2013 al poner en servicio la estación Universidades.

### Troncal Américas de TransMilenio
Es un corredor de buses tipo BRT con 1 estación entre las intersecciones de la Avenida Caracas y la Carrera Décima. Su ícono en el SITP es un cuadrado rojo con la letra F, es el primero de tres tramos que conforman la troncal Américas. El corredor se inauguró el 8 de noviembre de 2003.